# コンクリートブロック

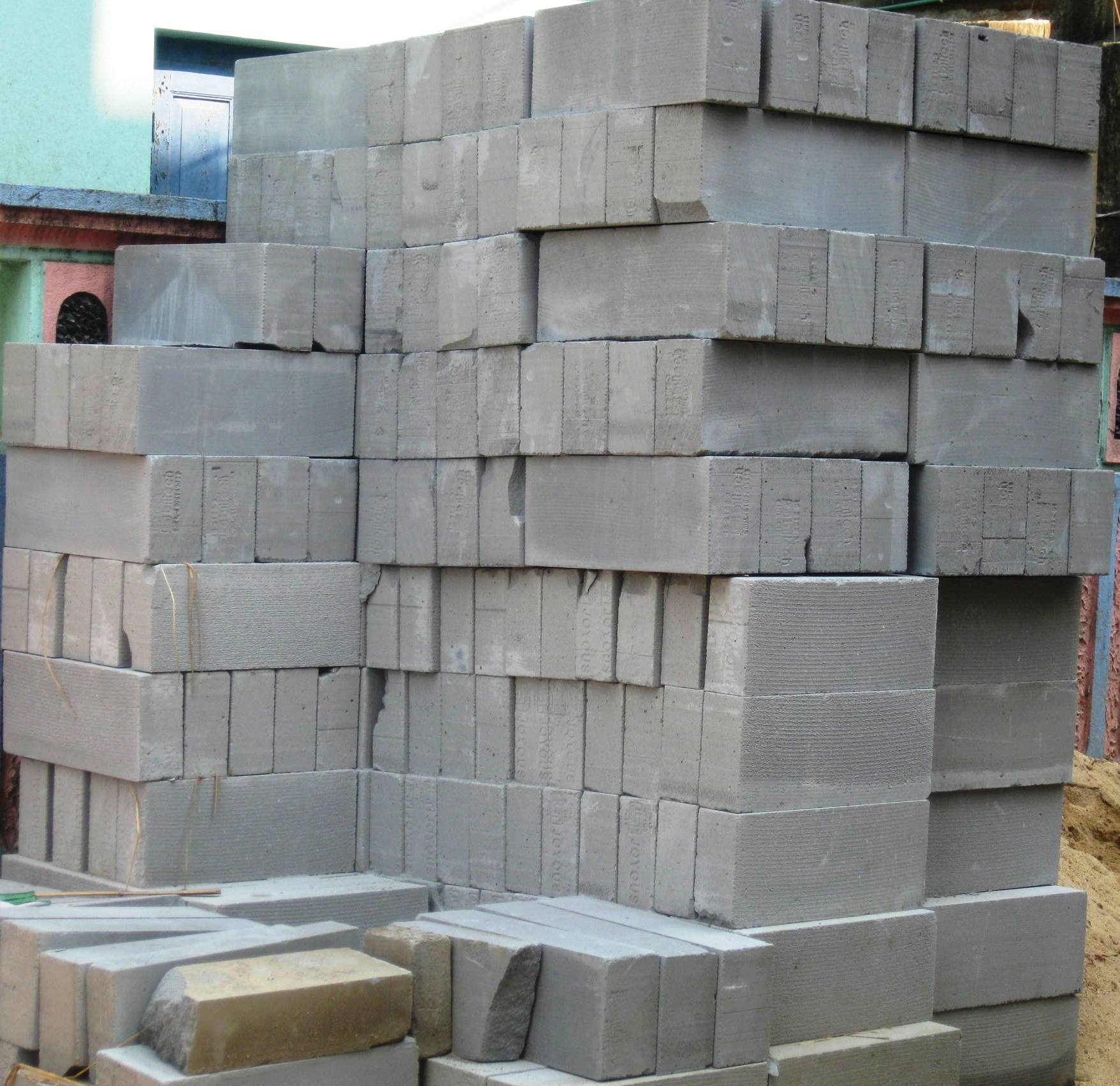
コンクリート組積造ブロック

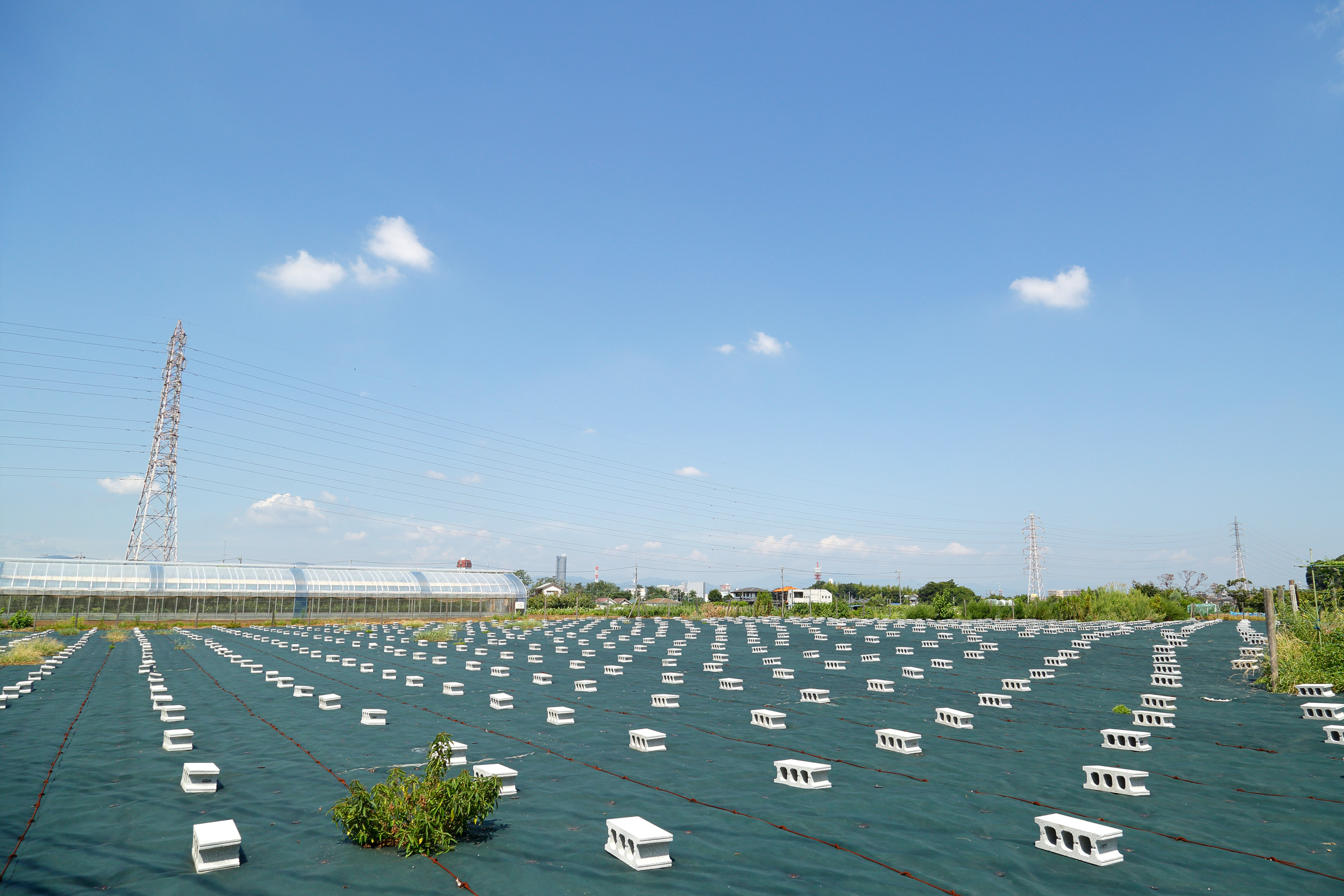
重量が稼げることから重しにも重宝される。

コンクリートブロック（concrete block）とは、コンクリートで造られた方塊状の資材のこと。建築・土木資材の一つ。工業製品として規格化されており、どこでも簡単に入手でき、かつ、施工管理もコンクリートを直打ちするよりも簡単であることから、広く一般に普及している。景観対策として用いられる、表面を加工した化粧ブロックなども含まれる。
狭義には『空洞コンクリートブロック』と呼ばれる製品及びその類似品である、建築用資材として宅地の外壁などに用いられる材料を指す事が多いが、広義では道路工事や河川工事で用いられる積みブロック・張りブロックや海岸工事に用いられる消波ブロックなども含まれる。

## 種類
- 建築用コンクリートブロック
  - 空洞コンクリートブロック
  - 化粧コンクリートブロック
  - 型枠コンクリートブロック
- 土木用コンクリートブロック
  - インターロッキングブロック

## 建築用コンクリートブロック

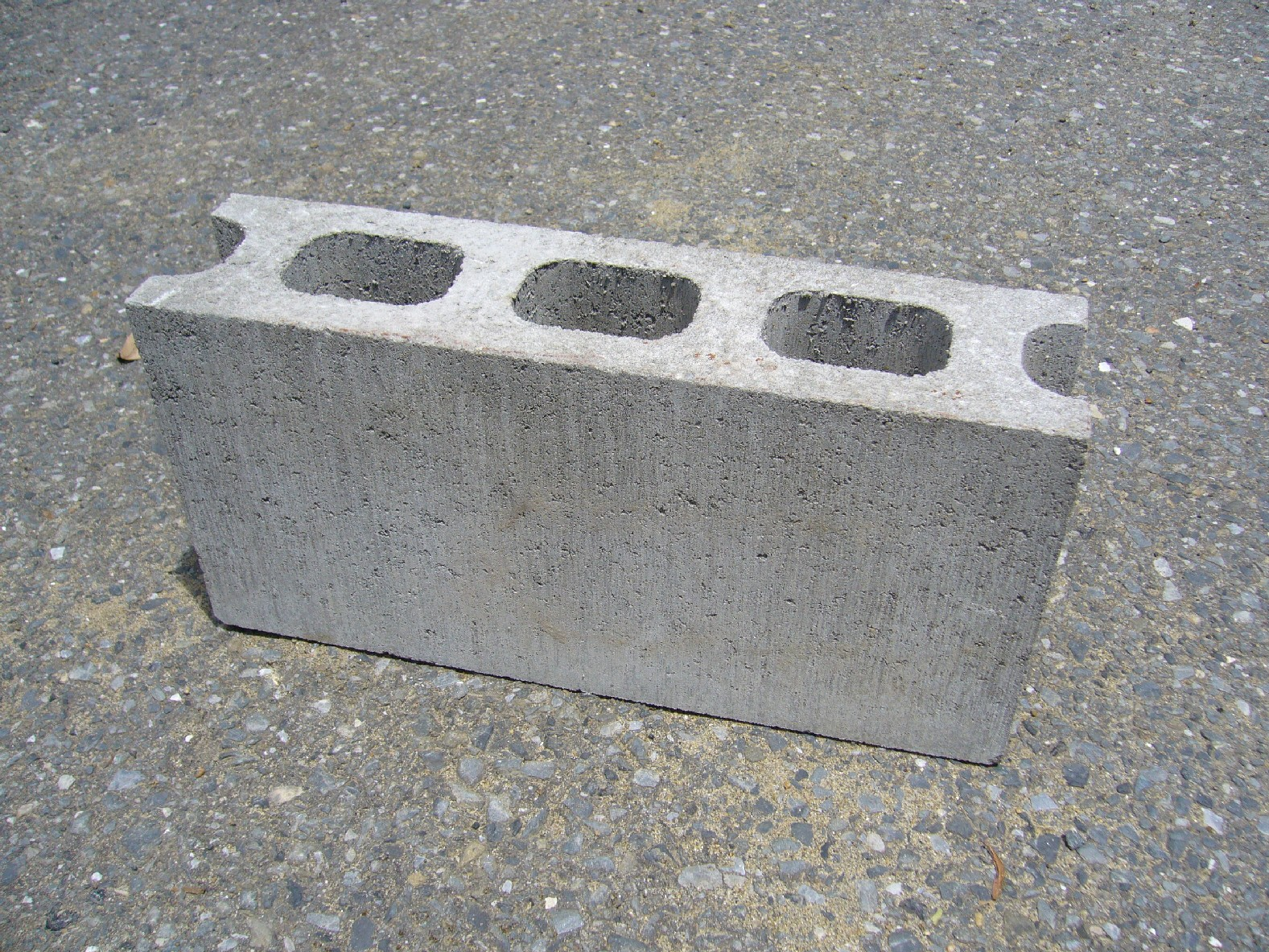
建築用コンクリートブロック
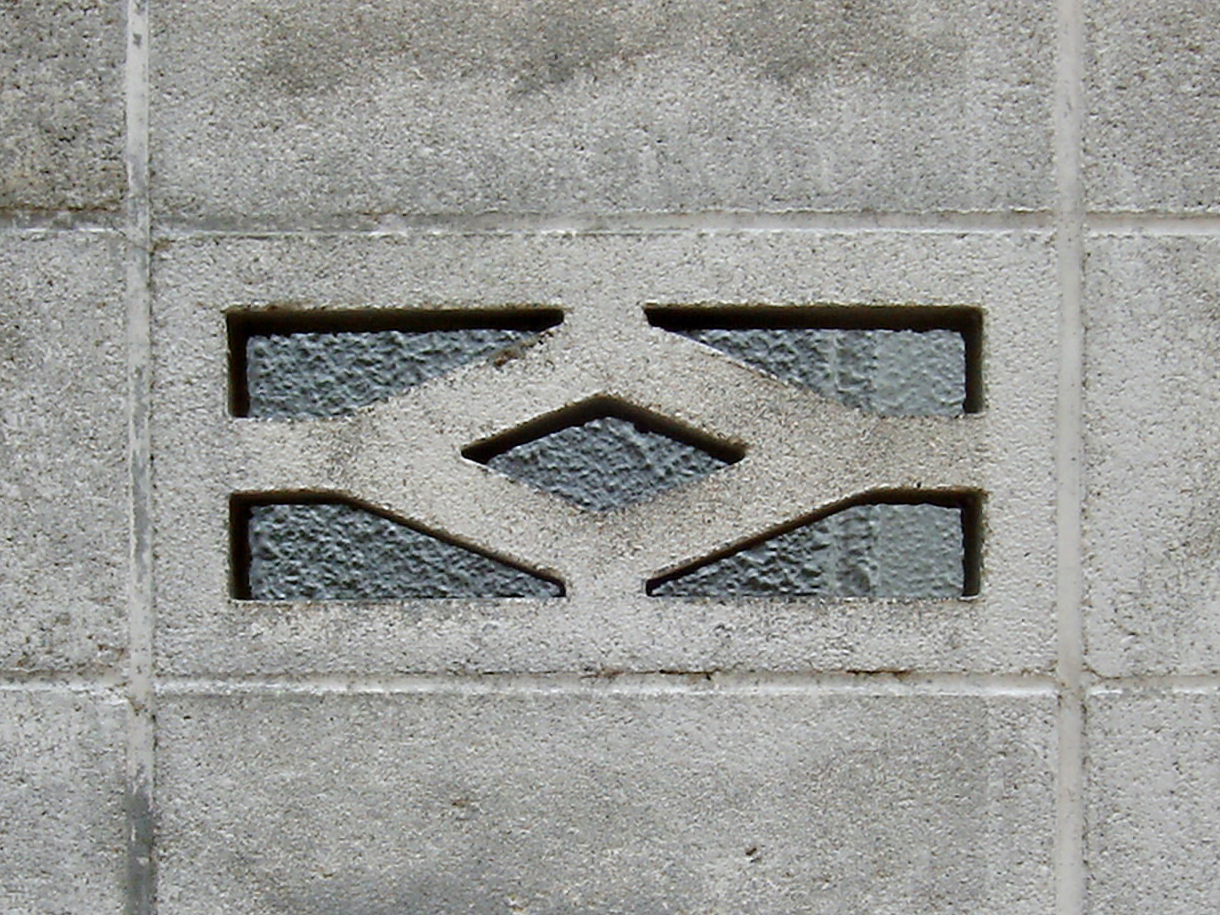
ブロック塀に用いられる、デザイン性や風通しを重視したもの（透かしブロック）
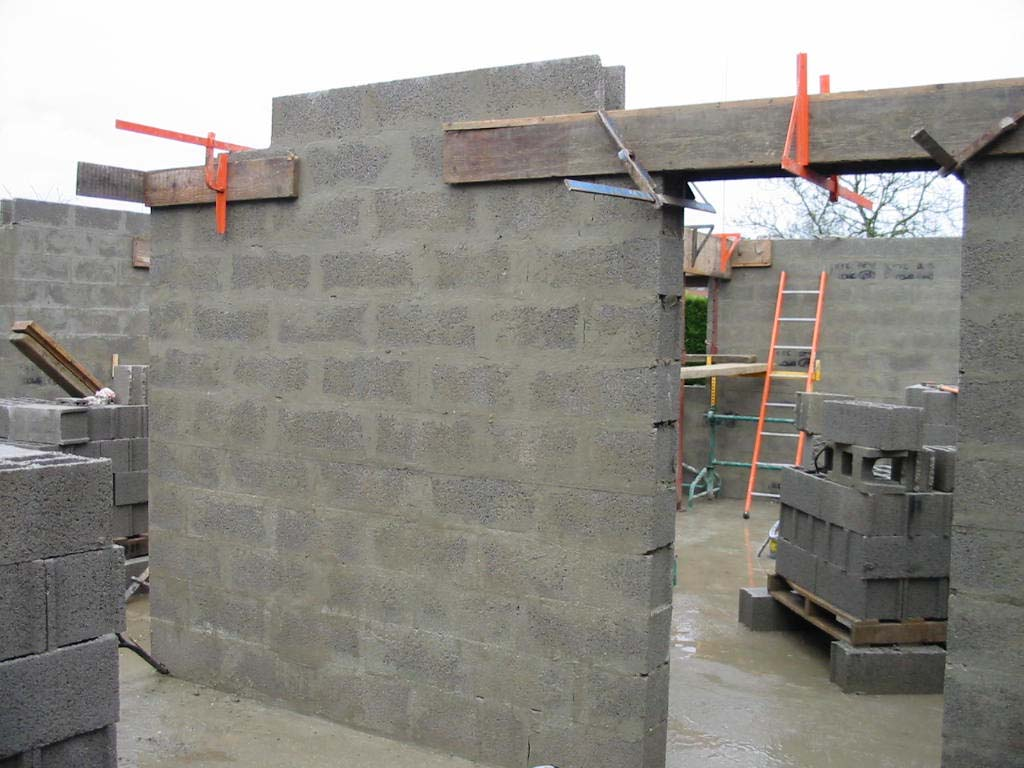
コンクリートブロックを用いた壁の製作

### 概要
組石造の材料として、水平・垂直方向に規則的に並べて積み上げて用いる。ただし、水平方向の外力に弱いという欠点がある。コンクリートブロックの断面を見ると、角のとれた矩形もしくは円形の穴が開いている。この穴を用いて、鉄筋を通す・モルタルを充填する、などの方法で構造的に強化することができる。

### 日本国内への普及

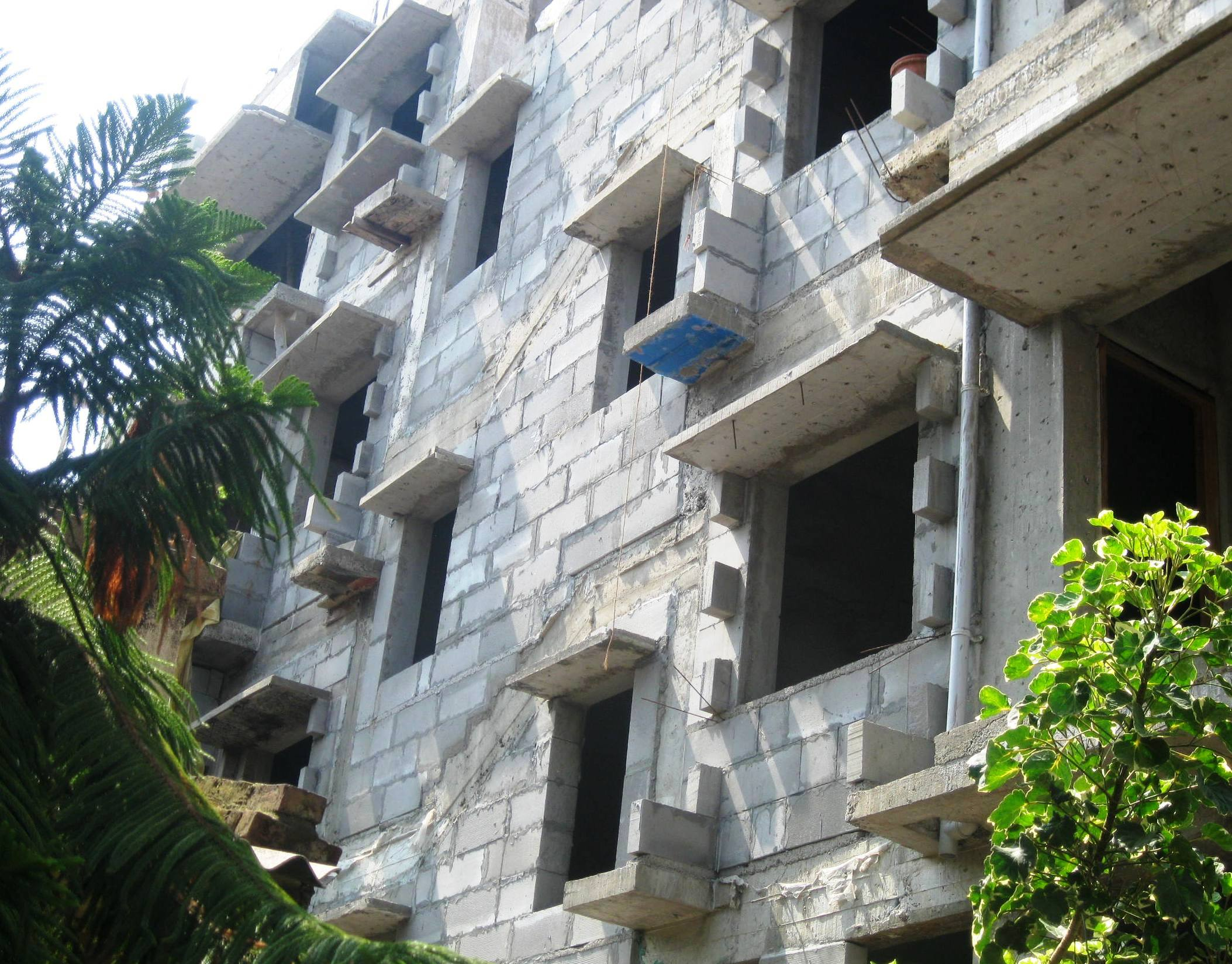
コンクリート組積造ブロックで建設された建物。

明治時代中期、初代浅野総一郎が浅野セメント東京工場事務所をコンクリートブロックで建築しており、これが日本で最初に使用されたものだと言われている。
第二次世界大戦後、焼け野原になった都心を復興させるために、簡易で高い不燃性を有する素材が必要となったことからコンクリートブロックが注目された。アメリカ合衆国からブロック製造機が輸入され、工場で規格化されたブロックの大量生産が始まると、瞬く間に全国へ普及した。
日本でも技術開発が進み、特に建築家の中村鎮が開発した中村式鉄筋コンクリートブロックによる建物は、1921年から彼の亡くなる1933年にかけて全国で119件が建築されている。このブロックは特徴あるＬ字型のものであり、彼の名前にちなんで「鎮ブロック（ちんブロック）」と称されている。
国産品の出現もあり、規格が乱立するおそれが出たため、早くも1952年にはJIS規格化されている。(JIS A 5406)

### 用途
ビル内部の間仕切りから一般住宅のブロック塀など本格的な建築資材として、またホームセンターなどで容易に入手できることから園芸用品など手軽な資材として幅広く使われる。

## 土木用コンクリートブロック
土木工事現場でコンクリートブロックという場合は、上記の建築用資材ではなく、道路斜面（いわゆる法面）や河川の護岸部を覆う材料として用いられるものを指すことが多い。
一般に用いられるものは石垣などの材料である間知石（けんちいし）の代替品として製造されている間知ブロック（けんちぶろっく）と呼ばれるもので、斜面の前面に組み合わせて積んで、裏に生コンクリートを打設して設置される。
河川護岸用に用いられるものについては、1997年の河川法の改正に伴い、水際の生物などに配慮した製品が多く用いられるようになった。これはブロック前面の空洞に周辺の土砂や石を詰め、流水による河岸の浸食防止など護岸の機能を発揮しつつ、土砂による河岸と同様の生態系や植生の保護・育成を期待する製品となっている。

## その他
特定建設資材に指定されている。